# Рича
Рѝча (на италиански: Riccia) е градче и община в Централна Италия, провинция Кампобасо, регион Молизе. Разположено е на 720 m надморска височина. Населението на общината е 4814 души (1 януари 2023).